# Vando Félix
Vando Félix, né le 3 septembre 2002 à Bissau en Guinée-Bissau, est un footballeur international bissaoguinéen. Il évolue au poste d'ailier gauche au Vitória SC.

## Biographie

### En club
Né à Bissau en Guinée-Bissau, Vando Félix mais est formé au Portugal, au Leixões SC. Le 19 juillet 2021 il rejoint le Sporting CP. Il est dans un premier temps intégré à l'équipe B cu club.
Le 8 juillet 2024, Vando Félix rejoint le SCU Torreense. Il signe un contrat de deux ans, soit jusqu'en juin 2026.
Il inscrit son premier but pour le club dès sa troisième apparition, le 31 août 2024 contre le FC Vizela, en championnat. Il entre en jeu et donne la victoire à son équipe en étant l'auteur du but vainqueur dans le temps additionnel (1-2 score final).
Le 23 janvier 2025, Vando Félix rejoint le Vitória SC. Il signe un contrat de quatre ans et demi, soit jusqu'en juin 2029.

### En sélection
Vando Félix honore sa première sélection avec l'équipe nationale de Guinée-Bissau le 20 mars 2025 contre la Sierra Leone. Il est titularisé et son équipe est battue par trois buts à un.